# Município de Adams (condado de Clinton, Ohio)
Localização do Ohio nos E.U.A.
O município de Adams (em inglês: Adams Township) é um localização localizado no condado de Clinton no estado estadounidense de Ohio. No ano 2010 tinha uma população de 2091 habitantes e uma densidade populacional de 37,19 pessoas por km².

## Geografia
O município de Adams encontra-se localizado nas coordenadas 39° 26′ 47″ N, 83° 55′ 29″ O. Segundo a Departamento do Censo dos Estados Unidos, o município tem uma superfície total de 56.22 km², da qual 55,61 km² correspondem a terra firme e (1,08 %) 0,61 km² é água.

## Demografia
Segundo o censo de 2010, tinha 2091 pessoas residindo no município de Adams. A densidade de população era de 37,19 hab./km².